# Liviu Leonte
Liviu Leonte (n. 8 aprilie 1929, Ceplenița, Iași, România – d. 28 februarie 2018, Iași, România) a fost un critic și istoric literar român, specializat în opera literară a lui Costache Negruzzi și a unor prozatori contemporani.

## Biografie
S-a născut în comuna Ceplenița din județul Iași, în familia învățătorilor Vasile
și Maria Leonte (n. Scutaru). A urmat studii la Liceul Internat „C. Negruzzi” din Iași (1939-1947) și apoi la Facultatea de Filologie, secția limba și literatura română, a Universității „Al.I. Cuza” din Iași, obținând licența în 1952. I-a avut ca profesori în timpul facultății pe Alexandru Dima, Nicolae I. Popa și Gheorghe Ivănescu. A obținut în 1979 titlul de doctor în filologie al Universității „Al.I. Cuza” din Iași cu monografia Constantin Negruzzi, urmat în 2005 de un al doilea titlu de doctor la Universitatea Toulouse II – Le Mirail cu teza La réception de l'œuvre de Marcel Proust en Roumanie.
După absolvirea facultății a lucrat ca redactor la revista Iașul nou (1952-1953) și cercetător la Institutul de Istorie și Filologie al Academiei Române, Filiala Iași (1953-1961). A intrat în învățământul universitar în 1958 ca lector la Catedra de literatură română și comparată de la Facultatea de Litere a Universității „Al.I. Cuza” din Iași (1958-1964), apoi a fost detașat ca lector (1964-1966) și conferențiar (1966-1968) la Universitatea „Paul Valéry” din Montpellier, după care a revenit ca lector (1968-1988) și profesor (1990-1999) la Universitatea „Al. I. Cuza” din Iași. A îndeplinit, în paralel, funcția de redactor-șef al revistei literare ieșene Cronica (1970-1979). După Revoluția din decembrie 1989 a fost profesor invitat la Universitatea Toulouse II – Le Mirail din Franța (1990-1994).

## Activitatea literară
A debutat în 1951 cu cronici literare în revista Iașul nou (1951), colaborând apoi la revistele Contemporanul, Convorbiri literare și Cronica. O mare parte a activității sale de istoric literar a fost dedicată studierii și editării operei lui Costache Negruzzi, fiind solicitat în 1957 de profesorul N.I. Popa să colaboreze la realizarea unei monografii consacrate scriitorului. A cercetat manuscrisele negruzziene, pe care le-a transcris din alfabetul chirilic în alfabetul latin și le-a publicat în 17 ediții, inclusiv trei critice: Păcatele tinerețelor (Ed. Minerva, 1974), Proza. Poezie (Ed. Minerva, 1984) și Teatru (Ed. Minerva, 1986). A publicat, de asemenea, monografia Constantin Negruzzi (1980), care constituie o sinteză a cercetărilor literare efectuate pe parcursul a două decenii. Monumentala ediție consacrată lui Negruzzi reprezintă, în opinia lui Zigu Ornea, „o înfăptuire științifică remarcabilă”. Activitatea sa de cercetare a fost recunoscută prin decernarea a trei prestigioase premii: Premiul „Perpessicius” al Muzeului Literaturii Române (1974), Premiul „B.P. Hașdeu” al Academiei Române (1980) pentru monografia Constantin Negruzzi și Premiul Uniunii Scriitorilor din România (1984) pentru ediția Proza. Poezie a lui Negruzzi.
Profesorul Liviu Leonte s-a remarcat, de asemenea, ca un activ cronicar literar, publicând două cărți consacrate prozei române contemporane: Istoria literaturii române. Proza contemporană (1980) și Prozatori contemporani (I-II, 1984-1989) în care a realizat sinteze pertinente a creației unor scriitori reprezentativi din perioada postbelică. Studiile sale de literatură contemporană dovedesc „finețe analitică, informare și riguros spirit critic”, considera criticul Ornea. În ultima perioadă a vieții profesorul Leonte a fost preocupat de receptarea operei lui Marcel Proust în România, publicând două cărți pe acest subiect.
A mai fost distins cu Premiul revistei Cronica (1986) și cu Premiul de excelență al Filialei Iași a Uniunii Scriitorilor din România (1998). În plus, a fost decorat cu Ordinul Național „Pentru Merit” în grad de Ofițer (2000), cu  Ordinul Național „Serviciul Credincios” în grad de Cavaler (2002) și Ordinul Palmelor Academice în grad de cavaler (2002). Universitatea „Al. I. Cuza” din Iași i-a acordat în anul 2008 titlul de Profesor Emeritus.

## Opera
- Constantin Negruzzi, monografie, Editura Minerva, București, 1980 (ed. a II-a, 2003);
- Istoria literaturii române. Proza contemporană, Editura Universității „Al.I. Cuza”, Iași, 1980;
- Prozatori contemporani, I-II, Editura Junimea, Iași, 1984-1989;
- Scriitori, cărți, reviste, Editura Cronica, Iași, 1998;
- La réception de l'œuvre de Marcel Proust en Roumanie, 2005;
- À la recherche du roman moderne: la réception de l'œuvre de Marcel Proust en Roumanie, Editura Institutul European, Iași, 2006.

## Distincții
- Ordinul național „Pentru Merit” în grad de Ofițer (1 decembrie 2000) „pentru realizări artistice remarcabile și pentru promovarea culturii, de Ziua Națională a României”[7]
- Ordinul Național „Serviciul Credincios” în grad de Cavaler (2002)[3]
- Ordinul Palmelor Academice în grad de cavaler (2002)[3]